# کیتی لوز
کیتی کوئین لوز (انگلیسی: Katie Lowes؛ زادهٔ ۲۲ سپتامبر ۱۹۸۱) بازیگر، صداپیشه و کارگردان نمایش اهل ایالات متحده آمریکا است.
از فیلم‌ها یا برنامه‌های تلویزیونی که وی در آن نقش داشته‌است، می‌توان به رسوایی، شغل، سوپر ۸، رالف خرابکار، عوارض جانبی، یخ‌زده، ۶ ابرقهرمان، زوتوپیا، رالف اینترنت را خراب می‌کند، تبدیل‌شوندگان: انتقام فالن اشاره کرد.